# Escudo de Lérida

Escudo de la ciudad de Lérida.

Escudo de la Diputación Provincial de Lérida.

El escudo de la ciudad de Lérida tiene su origen en el siglo XIII, posee la siguiente descripción heráldica: 
Escudo en losange o rombal, de oro (amarillo o dorado), con cuatro palos de gules; sobre el todo una rama de lirio de tres tallos de sínople (verde) con flores de plata.
El timbre, corona real, abierta y sin diademas que es un círculo de oro, engastado de piedras preciosas, compuesto de ocho florones, visibles cinco, interpolados de perlas.
La corona real abierta es la forma que tenía la antigua corona real, usada hasta el siglo XVI, se emplea con mucha frecuencia en la heráldica de entidades territoriales menores, municipios y provincias.
Este escudo será modificado antes de finales de 2025 para adaptarse a la normativa heráldica catalana. La propuesta sustituirá la actual corona de marquesado por una mural de la ciudad, con cinco torres intercaladas. Las flores reducirán su tamaño a la vez que los nudos pasan de 6 a 17. También se incluirá adaptar el tono de los colores a la normativa actual. 

## Versión de la Diputación Provincial de Lérida
La Diputación Provincial de Lérida aprobó el 10 de octubre de 2002 una versión que puede considerarse como escudo provincial.
Consiste en un escudo en losange con ángulos rectos o embaldosado de oro con cuatro palos de gules, sobre el todo en un escusón en losange de ángulos rectos o embaldosado de sinople, con un ramo de lis de sable moviente de la punta y con tres flores de lis nutridas, de plata, a cada extremo; bordura de oro cargada de cuatro roeles de gules. Al timbre, una corona mural de provincia.